# Warhammer 40.000: Chaos Gate
Warhammer 40.000: Chaos Gate ist ein rundenbasiertes Strategiespiel von Random Games, im Auftrag des amerikanischen Publishers SSI entwickelt und veröffentlicht im Oktober 1998 für Windows. Es ist SSIs zweite Veröffentlichung zur Tabletop-Lizenz Warhammer 40.000, nach Final Liberation im Jahr zuvor.

## Handlung
Die Chaos-Kräfte unter Führung von Chaos Lord Zymran greifen das Imperium im Kimmerra-System an. Seine Streitkräfte bestehen vor allem aus der Verräterlegion der Word Bearer. Gegen sie werden die Ultramarines, die Erzfeinde der Word Bearer, unter Führung von Captain Kruger ins Feld geschickt.

## Spielprinzip
Es gibt eine Storykampagne mit 15 Aufträgen, eine Reihe von Einzelmissionen, zufällig generierte Gefechtskarten und über LAN oder TCP/IP-Verbindung erstellte Mehrspieler-Gefechte mit bis zu vier Spielern. Mit einem mitgelieferten Szenario-Editor können eigenen Missionen entworfen werden. Missionen werden aus einer isometrischen Perspektive präsentiert, deren Kamera drei Zoomstufen besitzt.
In der Kampagne steuert der Spieler in verschiedenen Missionen Teams von bis zu fünf Space Marines, einschließlich gepanzerter Einheiten und bekannter Charaktere der Spielwelt. Das rundenbasierte Spielprinzip lässt zunächst den Spieler alle seine Einheiten auf der Karte ziehen. Jede Einheit kann in Abhängigkeit von ihren Aktionspunkten sich fortbewegen, einen Gegner angreifen oder der Umgebung interagieren (z. B. Türen öffnen). Im Anschluss zieht der Computer die gegnerischen Einheiten. Der Spieler wählt seine Space Marines aus einem Pool von 50 Figuren aus. Sie bringen unterschiedliche Fähigkeiten mit, die durch zehn steigerungsfähige Eigenschaften wie Schussgenauigkeit oder Geschwindigkeit symbolisiert werden. Einheiten sammeln durch die Teilnahme an Missionen Erfahrung und verbessern dadurch im Laufe des Spiels ihre Fähigkeiten, die sie in die nächste Mission einbringen können. Auch Ausrüstungsgegenstände können auf den Karten gefunden und dauerhaft weiterverwendet werden. Der Spieler kann seine Space Marines außerdem zu einer von drei taktischen Einsatzgruppen zuordnen: den auf Nahkampf spezialisierten Sturmtruppen, die für schwere Fernkampfwaffen ausgebildeten Devastoren [sic!] und den Terminator-Eliten.

## Rezeption
Warhammer 40.000: Chaos Gate erhielt gemischte Kritiken (Gamerankings: 75,68 %).

„Chaos Gate bietet Spannung zuhauf; das düstere Flair der Vorlage kommt ebenfalls gut rüber. In puncto Technik schlagen jedoch einige Minuspunkte zu Buche: Die 256-Farben-Grafik wirkt ziemlich eintönig, die Musik wiederholt sich zu schnell und die Mausabfrage reagiert etwas ungenau.Taktik- und Warhammer 40K-Fans sollten zugreifen – spannende Abende sind garantiert.“

„Ganz persönlich bin ich passionierter Rundenstratege und bevorzuge als solcher die absolute Kontrolle über das Geschehen gegenüber mondäner Echtzeitstrategie. Von den fein dosierbaren Kampftaktiken über die penible Ausrüstung und die Entwicklung der Fähigkeiten meiner Truppe bis hin zu den nachvollziehbaren Erfolgserlebnissen hat mich Chaos Gate da nicht enttäuscht. Wohl aber, wo es um Innovation geht: Angefangen beim Interface im alten „X-Com“-Stil bis zum starren Iso-Look rostet der neue „Kriegshammer“ bereits in der Packung.“

“Chaos Gate doesn’t break any new ground, but it does create a tactical gaming experience that many find lacking in the real-time realm. It looks good, plays great, and is always interesting and challenging. What more could you ask?”

2015 wurden die Spiele von der Online-Vertriebsplattform GOG.com neu veröffentlicht.